# Esporiz
Esporiz (llamada oficialmente San Miguel de Esporiz) es una parroquia y una aldea española del municipio de Monterroso, en la provincia de Lugo, Galicia.

## Otras denominaciones
La parroquia también es conocida por los nombres de Monterroso y San Miguel de Monterroso.

## Organización territorial
La parroquia está formada por ocho entidades de población, constando cinco de ellas en el nomenclátor del Instituto Nacional de Estadística español:

### Entidades de población
Entidades de población que forman parte de la parroquia:
- A Carreira
- As Castedas
- Esporiz
- Monterroso
- O Campo
- Os Olmos
- Podente

### Despoblado
Despoblado que forma parte de la parroquia:
- A Cariza

## Demografía

### Parroquia
| Gráfica de evolución demográfica de Esporiz (parroquia) entre 2000 y 2020 |
|                                                                           |
| Datos según el nomenclátor publicado por el INE.                          |

### Aldea
| Gráfica de evolución demográfica de Esporiz (aldea) entre 2000 y 2020 |
|                                                                       |
| Datos según el nomenclátor publicado por el INE.                      |